# コレット・クラ＝タンスマン
コレット・クラ＝タンスマン（Colette Cras-Tansman、1908年 - 1953年）はフランスのピアニストで、アレクサンドル・タンスマン夫人。

## 生涯
作曲家で海軍士官のジャン・クラの次女として1908年、フランス北西部の港町ブレストに生まれる。ジャン・クラのピアノ6手のための作品「子どもの魂」 (Ames d'enfants, 1918) は、ジャンの3人の娘、長女イゾール、次女コレット、三女モニクが実際に弾くことを想定したもので、海軍士官としての任務の合間を縫って軍艦上で作曲された。
コレットはパリ音楽院でラザール・レヴィに師事し、ピアノの他に作曲法、室内楽も学び、首席で卒業。1930年に父から献呈されたピアノ協奏曲の初演を行い好評を博す。1931年のリサイタルでは、第1部でスカルラッティ、バッハ、ベートーヴェンを、第2部でドビュッシー、シャブリエ、ファリャ、ルーセルの作品と共に父ジャン・クラの「海の景色」 (Paysage maritime) 、師ラザール・レヴィの「前奏曲集」抜粋を演奏している。
1936年春、パリ音楽院の卒業試験審査員として共に招かれていたタンスマンと出会う。二人は1937年12月に結婚。タンスマンは連弾や2台ピアノ用の作品を多く作曲し、夫妻の演奏旅行ではこれらの作品やタンスマン指揮でのピアノ協奏曲が演奏された。1941年二人の娘ミレイユ、マリアンヌと共に一家はアメリカに亡命。1946年パリに帰国、以降夫妻でヨーロッパを演奏旅行する。コレットは1953年3月に癌で死去。

## 録音
コレット・クラの録音には次のものがある。
- タンスマン「2台のピアノと管弦楽の為の組曲」フランツ・アンドレ指揮、ベルギー放送響、1946年
- ジャン・クラ「ピアノ協奏曲」ユジェーヌ・ビゴー指揮交響楽団、1948年
- タンスマン「ピアノを弾く若者 (連弾用)」全4巻全曲、フランス国営放送、1952年